# Solvente prótico
Em química um solvente prótico é um solvente que carrega uma ligação de hidrogênio entre um oxigênio como um grupo hidroxila ou um nitrogênio como em um grupo amina. Mais genericamente, qualquer solvente molecular o qual contenha H+ dissociável, tal como fluoreto de hidrogênio, é chamado um solvente prótico. As moléculas destes solventes podem doar H+ (prótons). Convencionalmente, solventes apróticos não podem doar ligações de hidrogênio.
Características comuns de solventes próticos:
- solventes que apresentam ligações de hidrogênio
- solventes que têm um hidrogênio ácido (embora eles possam ser um ácido fraco)
- solventes sejam hábeis em estabilizar íons
  - cátions por pares de elétrons livres não compartilhados
  - ânions por ligações de hidrogênio

Exemplos são água, metanol, etanol, ácido fórmico, fluoreto de hidrogênio e amônia.
Solventes apróticos polares são solventes que, assim como solventes próticos, são bons para dissolver íons, mas carecem de hidrogênio ácido. Estes solventes geralmente têm altas constantes dielétricas e altas polaridades. 
Exemplos são sulfóxido de dimetila, dimetilformamida, e hexametilfosforotriamida.
Solventes próticos polares são favoráveis para reações de SN1, enquanto solventes apróticos polares são favoráveis para reações de SN2. Independemente dos efeitos do solvente, solventes apróticos polares podem também ser essenciais para reações com uso de bases fortes, tais como reações envolvendo reagentes de Grignard ou n-butil lítio. Se solventes próticos forem usados, o reagente poderá ser consumido por uma reação lateral com o solvente.